# Окунівка
Окуні́вка (до 1948 року — Тарпанчи, крим. Tarpançı) — село Євпаторійського району Автономної Республіки Крим. Розташоване на півдні району.

## Історія
Біля Окунівки виявлено кигородище III ст. до н. е. — III ст. н. е. з кам'яною оборонною стіною.